# Set Free
Set Free（セットフリー）は、日本の5人組ロックバンド。京都を中心に活動している。
2014年に清田尚吾とワイニーの2人組バンドとして結成され、2018年に3名が加入して5人体制となる。2019年に1名が脱退した後、サポートメンバーであった東木塲龍矢が正式メンバーとして加入。

## メンバー
※公式サイトの「PROFILE」に準拠。
| 名前                                | プロフィール                      | 担当       | 在籍期間        |
| 現メンバー                          | 現メンバー                        | 現メンバー | 現メンバー      |
| ----------------------------------- | --------------------------------- | ---------- | --------------- |
| 清田 尚吾 （きよた しょうご）       | 1996年7月12日（28歳） 日本 大分県 | ボーカル   | 2014年 - 現在   |
| ワイニー                            | 1996年5月14日（29歳） 日本 大分県 | ワイニー   | 2014年 - 現在   |
| 三輪 昇太郎 （みわ しょうたろう）   | 1999年5月11日（26歳） 日本 滋賀県 | ドラムス   | 2018年 - 現在   |
| 土居 龍月 （どい たつき）           | 1996年12月2日（28歳） 日本 大阪府 | ギター     | 2018年 - 現在   |
| 東木塲 龍矢 （ひがしこば りゅうや） | 2000年1月21日（25歳） 日本 長野県 | ベース     | 2019年 - 現在   |
| 旧メンバー                          |                                   |            |                 |
| 緒川 謙吾 （おがわ けんご）         |                                   | ベース     | 2018年 - 2019年 |

## 来歴
2014年9月、清田尚吾とワイニーの2人体制で活動を開始。当初ワイニーの友人であるドラマーを含めた三人組バンドとして結成する予定だったが、ワイニーが楽器を弾けないということから、2人で活動を開始することとなった。
2017年9月24日に自主制作盤『Set Free』を発売。この作品がSet Free初のCD作品となった。
2018年12月に緒川謙吾、三輪昇太郎、土居龍月の3人が加入し、5人体制となったが、2019年2月に緒川が卒業。以降はサポートメンバーとして東木塲龍矢を迎えて活動を行ない、3月にRO JACKに入賞し、同月28日にライブオーディション「TOKYO BIG UP!」（第3回）にてグランプリを獲得。その後、東木塲は7月に正式メンバーとなった。
2020年3月11日に初の全国流通盤となるミニ・アルバム『トースター』をリリース。
2021年7月にライブオーディション「MUSIC GOLD RUSH∞ High-five AUDITION」（SEASONⅡ）にてグランプリを獲得。

## ディスコグラフィ

### ミニ・アルバム
| 全作詞・作曲: 清田尚吾。 |                    |          |            |      |
| #                        | タイトル           | 作詞     | 作曲・編曲 | 時間 |
| 1.                       | 「ど〜けは行く」   | 清田尚吾 | 清田尚吾   | 3:57 |
| 2.                       | 「ヘヴィメタ」     | 清田尚吾 | 清田尚吾   | 3:39 |
| 3.                       | 「シーン」         | 清田尚吾 | 清田尚吾   | 5:10 |
| 4.                       | 「風にさそわれて」 | 清田尚吾 | 清田尚吾   | 3:05 |
| 合計時間:                | 合計時間:          | 15:51    |            |      |

| 全作詞・作曲: 清田尚吾。 |                  |          |            |      |
| #                        | タイトル         | 作詞     | 作曲・編曲 | 時間 |
| 1.                       | 「ルイ13世」     | 清田尚吾 | 清田尚吾   | 3:52 |
| 2.                       | 「トースター」   | 清田尚吾 | 清田尚吾   | 3:32 |
| 3.                       | 「シュラフ」     | 清田尚吾 | 清田尚吾   | 4:58 |
| 4.                       | 「さしすせそ」   | 清田尚吾 | 清田尚吾   | 4:21 |
| 5.                       | 「Talk! Talk!」  | 清田尚吾 | 清田尚吾   | 4:26 |
| 6.                       | 「岩倉のマーチ」 | 清田尚吾 | 清田尚吾   | 4:38 |
| 合計時間:                | 合計時間:        | 25:47    |            |      |

### デモ音源
| タイトル                 | 発売日                 | 規格     | 規格品番   | 収録曲 |
| ------------------------ | ---------------------- | -------- | ---------- | --- |
| Set Free                 | 2017年9月24日          | CD       | setfree01  | \| 全作詞・作曲: 清田尚吾。 \| \| \| \| \| # \| タイトル \| 作詞 \| 作曲・編曲 \| \| 1. \| 「くるくる」 \| 清田尚吾 \| 清田尚吾 \| \| 2. \| 「インスタントソング」 \| 清田尚吾 \| 清田尚吾 \| \| 3. \| 「スクロール」 \| 清田尚吾 \| 清田尚吾 \| |
|                          |                        |          |            | |
| 全作詞・作曲: 清田尚吾。 |                        |          |            | |
| #                        | タイトル               | 作詞     | 作曲・編曲 | |
| 1.                       | 「くるくる」           | 清田尚吾 | 清田尚吾   | |
| 2.                       | 「インスタントソング」 | 清田尚吾 | 清田尚吾   | |
| 3.                       | 「スクロール」         | 清田尚吾 | 清田尚吾   | |